# Tawusch
Tawusch ([tɑˈvuʃ] , armenisch Տավուշի մարզ, in wissenschaftlicher Transliteration Tavowši marz, übersetzt Provinz Tawusch; alternative Transkriptionen Tavusch oder Tavush) ist eine Provinz im Nordosten Armeniens. Die Provinz hat eine Fläche von 2704 km². Sie grenzt im Norden an Georgien (Provinz Niederkartlien) sowie von Nordosten bis Südosten an Aserbaidschan und umschließt dabei die aserbaidschanischen Exklaven Barxudarlı und Yuxarı Əskipara, die 1992 im Zusammenhang mit dem Bergkarabachkonflikt von Armenien besetzt wurden. Im Westen schließt die armenische Provinz Lori an, im Südwesten auf einem kurzen Abschnitt die Provinz Kotajk und im Süden die Provinz Gegharkunik.

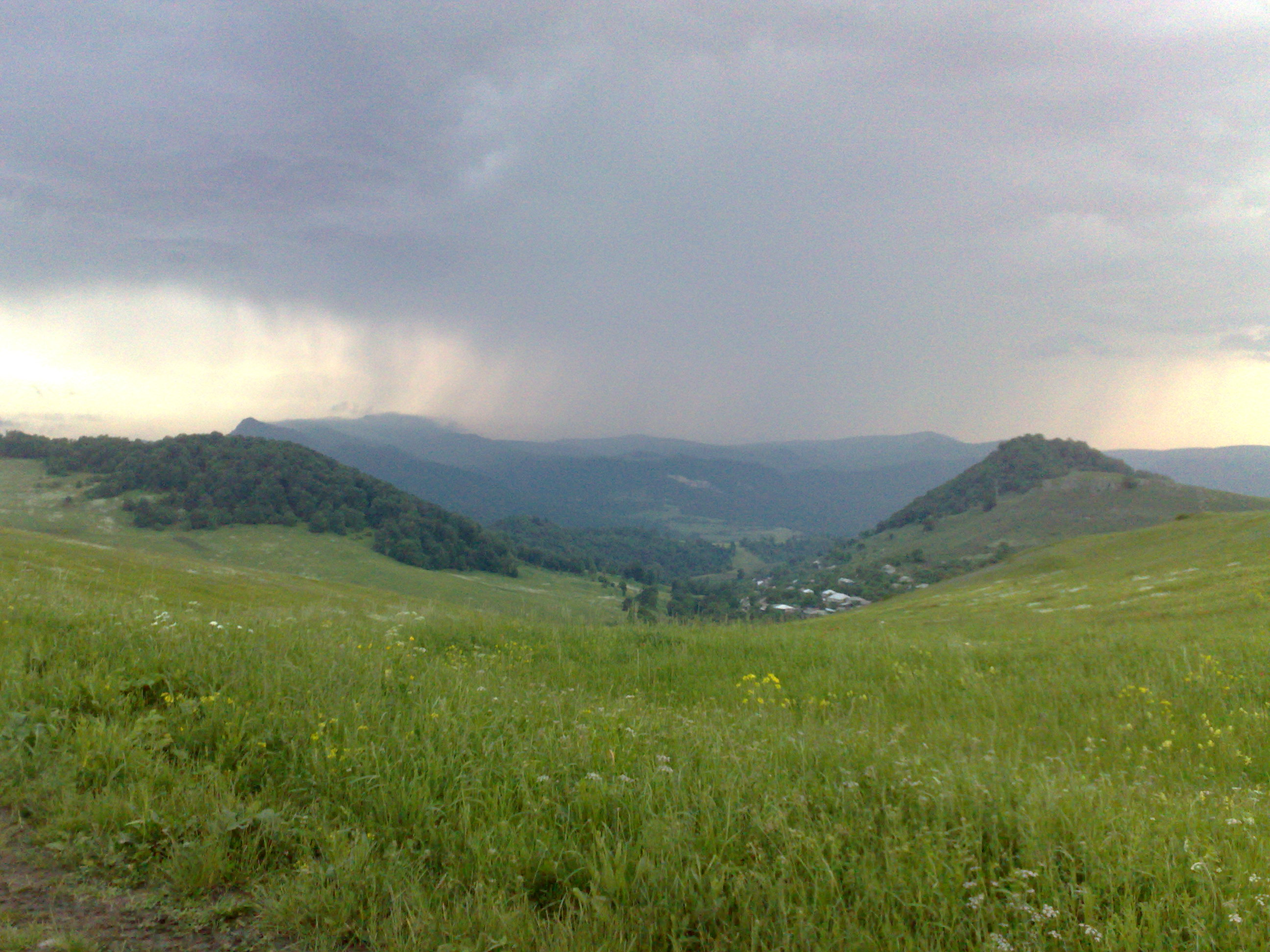
Landschaft in der Provinz Tawusch nahe den Dörfern Izakar und Nawur

In Tawusch leben 112.920 Menschen (Stand 2011). Die Hauptstadt ist Idschewan. Weitere Städte sind Dilidschan sowie die in den 1990er-Jahren zu Städten erhobenen früheren Siedlungen städtischen Typs Ajrum, Berd und Nojemberjan. Neben diesen fünf Stadtgemeinden gibt es 57 Landgemeinden mit insgesamt 62 Dörfern; die größten Dörfer (mit jeweils über 2000 Einwohnern) sind Ajgehowit, Arzwaberd, Asatamut (bis in die 1990er-Jahre ebenfalls Siedlung städtischen Typs), Atschadschur, Bagrataschen, Berdawan, Gandsakar, Hagharzin und Koghb (Stand 2011).
Die Provinz wurde während der administrativen Neuordnung im Rahmen der Dezentralisierung 1995 aus den seit 1930/1937 in der Armenischen SSR der Sowjetunion bestehenden Rajons Idschewan, Nojemberjan und Tawusch (bis 1990 Schamschadin) sowie den rajonfreien Städten Dilidschan und Idschewan gebildet.
In der Provinz liegen die Ruinen der Klöster Samsonawank, Kirants und Aghavnavank.